# Andrea Tonti

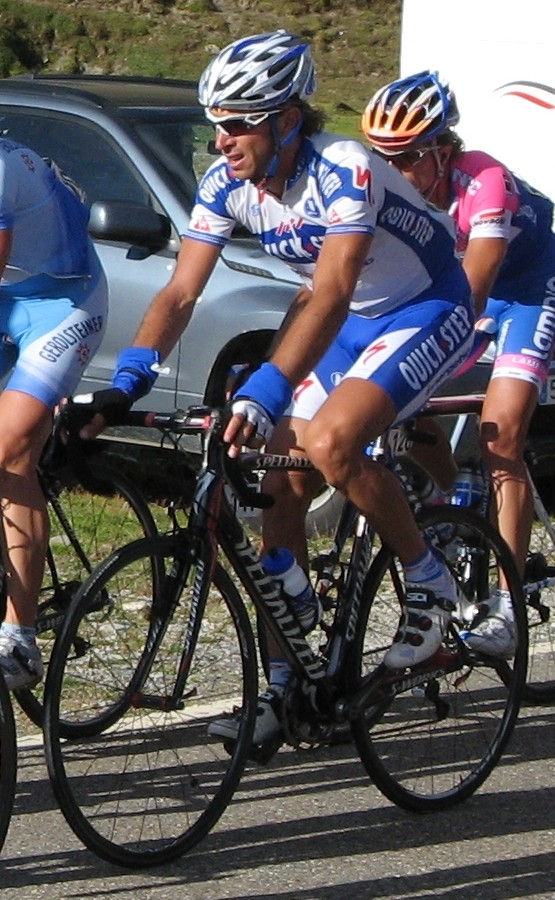
Andrea Tonti bei der Vuelta a España 2008

Andrea Tonti (* 16. Februar 1976 in Osimo) ist ein ehemaliger italienischer Radrennfahrer und heutiger Sportlicher Leiter.

## Karriere
Andrea Tonti begann seine Karriere 1999 bei dem italienischen Radsport-Team Cantina Tollo. Nach drei Jahren wechselte er zu Saeco, wo er weitere drei Jahre fuhr. 2005 wurde er in die Nachfolge-Mannschaft Lampre-Caffita mitgenommen. Ab 2006 fuhr er für das italienische Professional Continental Team Acqua & Sapone. Hier konnte er auch seine ersten Erfolge einfahren. Zuerst gewann er eine Etappe der Euskal Bizikleta und später den Gran Premio Fred Mengoni. 2007 wechselte er zum belgischen ProTeam-Team Quick Step-Innergetic. 2009 hatte er einen Jahresvertrag bei Fuji-Servetto. Für die Saison 2010 wurde er vom Professional Continental Team Carmiooro-NGC verpflichtet.
Ende der Saison 2010 beendete er seine Karriere und wurde Sportlicher Leiter bei dem Continental Team Team Nippo-De Rosa (Stand 2014).

## Palmarès
2006
- eine Etappe Euskal Bizikleta
- Gran Premio Fred Mengoni
- Due Giorni Marchigiana

## Teams
- 1999–2001 Cantina Tollo
- 2002–2004 Saeco
- 2005 Lampre-Caffita
- 2006 Acqua & Sapone
- 2007 Quick Step-Innergetic
- 2008 Quick Step
- 2009 Fuji-Servetto
- 2010 Carmiooro-NGC